# Gorgópi
Gorgópi är en ort i Grekland.   Den ligger i prefekturen Nomós Kilkís och regionen Mellersta Makedonien, i den norra delen av landet, 300 km norr om huvudstaden Aten. Gorgópi ligger 66 meter över havet och antalet invånare är 914.
Terrängen runt Gorgópi är platt åt sydost, men åt nordväst är den kuperad.Runt Gorgópi är det ganska glesbefolkat, med 35 invånare per kvadratkilometer. Närmaste större samhälle är Axioúpoli, 3,1 km nordost om Gorgópi. Trakten runt Gorgópi består till största delen av jordbruksmark.